# فولوديمير ريباك
فولوديمير فاسيليوفيتش ريباك، (بالأوكرانية: Володимир Васильович Рибáк)‏ (من مواليد 3 أكتوبر 1946 في دونيتسك ، جمهورية أوكرانيا الاشتراكية السوفيتية) هو سياسي أوكراني ورئيس البرلمان الأوكراني (2012-2014).